# Our Town (píseň)
„Our Town“ je píseň použitá v animovaném filmu Auta z roku 2006. Napsal ji dlouholetý spolupracovník Pixaru Randy Newman a nahrál ji James Taylor.

## Příběh
Jedná se o romantickou píseň, která líčí ekonomický pokles fiktivního města Kardanová Lhota po vytvoření dálnice Interstate 40.

## Ceny a nominace
Na 49. udílení cen Grammy získala píseň cenu Grammy za nejlepší píseň napsanou pro hraný film, televizi nebo jiné vizuální médium. Téže noci Newmanova skladba pro film Auta zvítězila v kategorii Hudba v animované produkci na 34. udílení ocenění Annie Awards. Píseň byla také nominována na Oscara za nejlepší píseň, vítězem se ale stala skladba „I Need to Wake Up“.

## Jazykové verze
Vzhledem k tomu, že skladba není důležitá pro pochopení děje, zůstala píseň ve většině zahraničních dabingů filmu nepřeložená. Existuje ale několik jejích překladů.
| Všechny oficiální verze „Our Town“ | Všechny oficiální verze „Our Town“ | Všechny oficiální verze „Our Town“ | Všechny oficiální verze „Our Town“ |
| Jazyk                              | Interpret                          | Název                              | Překlad                            |
| ---------------------------------- | ---------------------------------- | ---------------------------------- | ---------------------------------- |
| Němčina                            | OleSoul                            | „Unsere Stadt“                     | „Naše město“                       |
| Angličtina                         | James Taylor                       | „Our Town“                         | „Naše město“                       |
| Portugalština                      |                                    | „A Nossa Cidade“                   | „Naše město“                       |